# 心裡留保
心裡留保（しんりりゅうほ）とは、意思表示を行う者（表意者）が自己の真意と表示行為の内容との食い違いを自覚しながら行う意思表示。
なお、日本の民法では心裡留保としてまとめられているが、ドイツなどの民法では非真意表示など類型を分けて規定されている（非真意表示を参照）。
- 日本の民法は、以下で条数のみ記載する。

## 概説
日本の民法上は「表意者がその真意でないことを知ってした」意思表示と表現され（93条）、冗談として語られる戯言などがこれにあたる。虚偽表示や錯誤とともに意思の不存在（意思の欠缺）の一種とされる。心裡留保の「裡」は「裏」と同義である。なお、94条の虚偽表示が「通謀虚偽表示」と呼ばれるのに対し、93条の心裡留保は「単独虚偽表示」とも呼ばれる。

## 心裡留保の効果

### 当事者間の関係
- 原則
原則として、意思表示は表意者がその真意ではないことを知ってしたときであっても、そのためにその効力を妨げられない（93条本文）。心裡留保においては表意者保護の必要性が全くない以上、表意者が表示したとおりの効果を生じることとして意思表示を信頼した相手方さらには第三者の保護を図ろうとする趣旨である[5][6]。

- 例外
例外的に意思表示の相手方が表意者の真意を知り（悪意）又は知ることができたとき（有過失）は、その意思表示は無効となる（93条但書）。真意でないことを知っていればよく、真意が何かを知っている必要はない[3]。また、行為の当時を判断基準とし、その後に真意を知った場合には但書の適用はない[3]（表意者の意思表示後に相手方が真意を知ることとなった場合でも無効とはならない）。知ることができたか否かは一般人の注意を払って知ることができたかを基準とする[3]。相手方の悪意・有過失の立証責任は表意者側にある[7]。
なお、会社法は設立時発行株式及び募集株式の引受けについては法的安定性を確保するため民法の一般原則を変更している[8][9]。株式の引受け（申込み）の意思表示については会社設立の安定を図る必要があるため93条但書の適用はないものとされている（会社法51条1項・会社法211条）[8][9][10]。

以上から日本の民法は心裡留保につき原則として有効としつつ（表示主義の現れ）、相手方が表意者の真意について悪意又は有過失である場合には無効となる（意思主義の現れ）として折衷的な立場をとる。なお、ドイツ民法では戯言は常に無効として扱っている。そのため、日本の民法はドイツ民法よりも表示に重きを置いているようにも見えるが、ドイツ民法は表示行為が無効となる場合の損害賠償を認めており、これを定めていない日本の民法は実質的にみるとかえって意思に重きを置くことになっているとの評価がある。

### 第三者との関係
94条の虚偽表示（通謀虚偽表示）とは異なり93条の心裡留保には第三者保護の規定がない点が問題となっていた。通説・判例はこの場合にも94条2項を類推適用し、第三者は善意であれば保護されるとする。Aが真意では譲渡するつもりもないのに自らの所有物をBに譲渡し、Aからの譲渡が真意でないことを知りまたは知ることができたBがさらにそれをCに譲渡した場合、93条但書によってAB間の譲渡が無効とされてしまうと転得者Cは不利益を被ることになるが、Cは善意であれば94条2項の類推適用により保護される、とされていた。平成29年（2017年）改正、令和2年（2020年）4月1日施行の93条において2項が追加され、善意の第三者は保護されることが条文化された。

### 適用範囲
- 単独行為
93条は相手方のある単独行為のほか相手方のない単独行為にも適用がある[10][7]。ただし、相手方のない意思表示についてはこの但書の適用余地がないため常に無効とならないことになる[10][6]。
- 身分行為
当事者の真意が不可欠とされる婚姻や養子縁組などの身分上の行為の意思表示については93条の適用そのものがなく常に無効となる（通説・判例。最判昭23・12・23民集2巻14号493頁）[10][14][6]。742条及び802条も参照。

## 代理権濫用への類推適用
民法93条ただし書の本来的効力・適用場面は上述のとおりであるが、判例により代理権濫用の事例について同規定が類推適用され、重要な役割を果たしていた。
代理権濫用は、形式的には本来与えられている代理権の範囲に含まれる行為だが、着服など本人を害する背信的意図が動機となっている場合である。例えば、本人Xから土地の売却を任された代理人Aが、これを奇貨として代金を横領する意図で相手方Yに土地を売却するような場合である。代理権の範囲内での行為である以上、売買契約の法律効果は本人Xに帰属する。この時、意思表示の相手方Yが代理人Aの横領の意図を知り、又は知り得たような場合の規律が問題となる。
代理人は法律効果を本人に帰属させる意思があるものの、経済的効果は自己または第三者へ帰属させるのが真意であり、ここに表示と真意との食い違いがある。この経済的効果についての表示と真意の食い違いを基礎として、本来は法律効果のそれについての規定である93条ただし書が類推適用されてきた。すなわち、原則として代理人がした売却等の意思表示は有効として取り扱われるが、相手方Yが横領の真意について知り、または知ることができた場合には代理人の意思表示は無効とされていた。民法93条ただし書を類推適用した判例に昭和42年4月20日最高裁判決や平成4年12月10日最高裁判決があった。
2017年（平成29年）の民法改正（令和2年（2020年）4月1日施行）により、代理権の濫用については民法107条に規定されることになった。
民法改正前の判例では民法93条ただし書を類推適用していたため無効とされていたが、民法改正後は民法107条が直接適用されるため無権代理として取り扱われる（本人は追認することもできる）ことになった。